# Long Island (Dumfries and Galloway)
Long Island är en obebodd ö i Mochrum Loch i Dumfries and Galloway i Skottland. Ön är belägen 17 km från Newton Stewart.